# بوسبير
بوسبير (بالفرنسية: Bousbir) أي الحي المخصص (le quartier réservé) كان حيا محاطا بالأسوار في الدار البيضاء المغربية خصصته الإدارة الفرنسية الاستعمارية ليكون ماخورا تتجمع فيه كل البغايا في المدينة كي يخضعن للمراقبة.

## أصول
بعد معاهدة فاس عام 1912 ، فرضت الحماية الفرنسية على المغرب. كانت السلطات الاستعمارية الفرنسية تحرص على عدم انتشار الأمراض المنقولة جنسيا، وخصيصا الزهري، بين الجنود المتمركزين بالمحميات، فأسسوا «أحياء مخصصة» quartiers réservés كاغتيي غيزيغڤي (مواخير) وأصبح البغاء منظما تنظيما شديدا ومسموحا داخل هذه الأحياء.، تم غلق الحي في أبريل 1955.

## انتقال
رغب اوبير ليوتيه، أول مقيم عام فرنسي بالمغرب، في ترميم وتوسيع الدار البيضاء فوكل المعماري الفرنسي هنري بروست بتخطيط المدينة الجديدة.
طور بروست وزملاؤه الخطة العامة لمدينة الدار البيضاء بين 1917 و1922. في هذه الخطة، رسم حيا مخصصا جديدا بعيدا عن مركز المدينة. في 1924، انتقل الماخور من المدينة القديمة إلى مقامه الجديد في درب السلطان.

## تسمية
اسم «بوسبير» هو اللفظ المغربي للاسم الأول بروسبر فيريو ، الدبلوماسي الفرنسي الذي كان يمتلك الأرض التي بنيت عليها المنطقة المحجوزة الجديدة.

## تصميم
المقام اتبع أسلوبا معماريا من نوع العمارة المغاربية الإحيائي  من تصميم المعماري أدموند بغيون لإرضاء أذواق الزوار الأوربيين الاستشراقية.
المقام تكون من مستطيل بحجم 160x150 م محاط بأسوار طويلة بلا نوافذ. كان هناك مدخل عام وحيد. من المدخل، يُؤدى شارع واسع إلى الميدان المركزي (20x48 م). من هناك، تفرعت أزقة متاهية، ولكل زقاق من تلك الأزقة اسم يدل على أصول بغايا ذاك الشارع، مثل شارع الفاسية أو شارع الدكالية أو شارع المراكشية إلخ.
احتوى بوسبير على سينما وحمام وملاه ومطاعم ومقاه ومحلات وقسم شرطة وثكنات وسجن.

## من 1924 إلى 1955

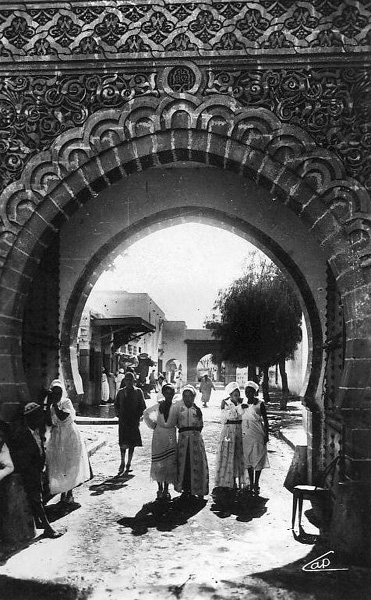
مدخل حي بوسبير

عاشت وعملت هناك ما بين 450 و 680 بغي بِعن خدماتهن الجنسية لما يتراوح بين 1000 إلى 1500 زائر يوميا. بعضهن جئن بإرادتهن ولكن تقريبا الثلث منهن قدمتهن الشرطة بعد اعتقالهم لممارسة الدعارة غير المشروعة في أماكن أخرى في الدار البيضاء. الكثير منهن كن مدينات إلى «المدام» وهي المديرة التي تستخدمهن.
وكان الحد الأدنى لسن العمل 12 من العمر.
كان للبغايا فحوص صحية اعتيادية إلزامية ولم يسمح لهن بالخروج إلا مرة في الأسبوع، وذلك بعد الحصول على رخصة من الشرطة.
لم يتجه السياح لبوسبير لشراء الجنس فقط. صمم الحي ليوفر «تجربة استشراقية» للسياح الأوروبيين. أمكن للسائح أن يتذوق المطبخ المغربي ويرى الرقص الشرقي أو رقص التعري أو حفلة إباحية أو يجلس على الشرفة يشاهد البغايا يقدمن عروضا للزبائن المحتملين وهو يستمع إلى الموسيقى الشرقية. 
كانت البطاقات البريدية التصويرية متاحة كهدايا أو تذكارات. التقط الكثير منها المصور العسكري الفرنسي ماغسالا فلاندغا، الذي كان له التأثير الكبير في صنع الصورة النمطية للمرأة البغي العربية الإفريقية: شابة وسمراء وعجيبة (بالنسبة للعيون الأوروبية) وعارية الصدر ترتدي الثياب على الجسم . معظم الصور كانت كثيرة التنظيم بدلا من صريحة أو عفوية.
وضعت جماعات دينية ونسوية واشتراكية ومضادة للاستعمارية ضغطا شديدا على السلطات الاستعمارية حتى أقفلت لو كاغتيي غيزيغفي الحي المخصص في أبريل 1955.